# Christopher Tölle
Christopher Tölle (* 15. Juli 1980 in Brüssel) ist ein deutscher Choreograf und Theaterregisseur.

## Leben
Zu seinen letzten Produktionen (Stand 1/2024) zählen die Schauspiele „Stolz und Vorurteil *oder so“ (Regie) mit Anna Maria Mühe am Theater am Potsdamer Platz, „Vorhang auf für Cyrano“ (Regie) und „Mord im Orientexpress“ (Co-Regie & Choreografie) am Schillertheater Berlin, „Ein Amerikaner in Paris“, „Die 5 glorreichen Sieben“ in der „Bar jeder Vernunft“ (Co-Regie & kreative Mitarbeit), „Aida“ auf der Großen Treppe in Schwäbisch Hall (Regie & Choreografie), „Pariser Leben“ für die Landesbühnen Sachsen, aber auch Arbeiten für die große Leinwand mit der Choreografie für den Kinofilm „Ich war noch niemals in New York“ mit Heike Makatsch, Katharina Thalbach, Moritz Bleibtreu und Uwe Ochsenknecht in den Hauptrollen, die Choreografie für das Musikvideo für „Radio“ von Rammstein und die aktuellen Soloprogramme von Gayle Tufts, Sophie Berner und die Geschwister Pfister.
Regieerfolge feierte Christopher Tölle außerdem mit „Saturday Night Fever“ (Freilichtspiele Schwäbisch Hall, 2018), „Hairspray“ (Tourneeproduktion für Eurostudio Landgraf, 2017), „La Cage aux Folles“ (Staatstheater Mainz, 2017 und 2023) und „Der kleine Horrorladen“ (Pfalztheater Kaiserslautern, 2016). Seine Choreografien bereicherten die Erfolgsinszenierung von Philipp Stölzls „Turandot“ an der Staatsoper unter den Linden (2022), „Aida“ an der Semperoper unter der Regie von Katharina Thalbach (2022), „Frau Luna“ (Tipi am Kanzleramt Berlin, 2016–2018), „Maria ihm schmeckt´s nicht“ (Freilichtbühne Schwäbisch Hall, 2017), „Doris Day“ mit Angelika Milster (Schlosspark Theater Berlin, 2016), „Cabaret“ (Staatstheater Darmstadt, 2016), „Westside Story“ (Opernhaus Wuppertal, 2015) und „La Cage aux Folles“ (Zeltpalast Merzig, 2015).

## Choreografien
- West Side Story, Thunerseespiele (Thun, Schweiz), 2008
- Jesus Christ Superstar, Thuner Seespiele, 2009
- Disney's Die Schöne und das Biest, Theater Magdeburg, 2011
- Lauras Stern - Die Show, Deutschland-Tournee, 2012
- Kiss Me, Kate, Staatsoperette Dresden, 2012
- Tell – Das Musical, Walenseebühne (Walenstadt, Schweiz), 2012. Auch Regie.
- Im weißen Rößl, Pfalztheater Kaiserslautern, 2012
- Der Zauberer von Oz, Staatsoperette Dresden, 2013
- Giuditta, Staatsoperette Dresden, 2013
- Cabaret, Zeltpalast Merzig, 2013
- Firebrand of Florence, Staatsoperette Dresden, 2013
- Aida, Thuner Seespiele, 2014
- Höchste Zeit, Theater am Kurfürstendamm, 2014
- Der Zarewitsch, Staatsoperette Dresden, 2014
- Sally und Fred, Wintergarten Varieté Berlin, 2015
- Everyman, Pfalztheater Kaiserslautern, 2015
- La Cage auch Folles, Zeltpalast Merzig 2015. Auch Co - Regie.
- West Side Story, Staatstheater Wuppertal 2015
- Cabaret, Staatstheater Darmstadt 2015
- Sugar - Manche mögen's heiss,  Thuner Seespiele 2016
- Frau Luna - Tipi am Kanzleramt Berlin 2016
- Maria, ihm schmeckt's nicht! - Freilichtspiele Schwäbisch Hall 2017
- Hairspray, Konzertdirektion Landgraf Tour 2017/2018
- Ich war noch niemals in New York, Kinofilm
- Salome, Festspielhaus Baden-Baden, 2020
- Zuhause bin ich Darling, Winterhuder Fährhaus 2021
- Aida (Verdi), Semperoper Dresden 2022
- Mack and Mabel, Görlitz, 2022
- Turandot, Staatsoper Berlin, 2022
- [2] Messeschlager Gisela, Komische Oper Berlin, 2024
- Frau Luna - Tipi am Kanzleramt Berlin 2026

## Regie
- Tell – Das Musical, Walenstadt, Schweiz, 2012, Regieübernahme
- La Cage aux Folles, Musik und Theater Saar, Merzig, 2015, Co-Regie
- Der kleine Horrorladen, Pfalztheater Kaiserslautern, 2016, Regie + Choreografie
- La Cage aux Folles, Staatstheater Mainz 2017, Regie + Choreografie
- Saturday Night Fever, Freilichtspiele Schwäbisch Hall 2018, Regie & Choreografie
- Pariser Leben, Landesbühne Sachsen 2019, Regie & Choreografie
- Ein Amerikaner in Paris, Landgraf Tour 2019/20, Regie & Choreografie
- Elton John’s und Tim Rice Aida, Freilichtspiele Schwäbisch Hall 2019, Regie & Choreografie
- Die Fünf glorreichen Sieben, Bar jeder Vernunft 2019, Co-Regie
- Gayle Tufts, Komödie am Kurfürstendamm im Schiller 2020, Regie
- Mord im Orientexpress, Komödie am Kurfürstendamm im Schiller 2020, Co-Regie & Choreografie
- Vorhang auf für Cyrano, Komödie am Kurfürstendamm im Schiller 2021, Regie
- Mack and Mabel, Gerhart Hauptmann-Theater Görlitz 2022, Regie & Choreografie
- [3] Stolz und Vorurteil *oder so, Theater am Potsdamer Platz 2023, Regie
- [4]Cluedo - das Mörderspiel, Theater am Potsdamer Platz 2024, Regie
- [5]Hairspray, Freilichtspiele Schwäbisch Hall 2024, Regie & Choreografie
- Once upon a mattress[6], Theater Baden-Baden, 2025, Regie & Choreografie
- Saturday Night Fever (Musical), Showslot, Tournee, 2025, Regie & Choreografie
- Elvis lebt! Theater am Hechtplatz Zürich, 2025, Regie & Choreografie
- Die Cher Show[7], Showslot, Tournee, 2025, Regie & Choreografie
- Grease[8], Thuner Seespiele, 2026, Regie & Choreografie